# Стад д'Абіджан
Стад д'Абіджан (фр. Stade d'Abidjan) — івуарійський футбольний клуб з Абіджана, заснований у 1936 році. Виступає у Чемпіонаті Кот-д'Івуару. Домашні матчі приймає на стадіоні «Стад Робер Шампу», місткістю 3 000 глядачів.

## Досягнення

### Національні
- Чемпіонат Кот-д'Івуару
  - Чемпіон: 1962, 1963, 1965, 1966, 1969, 2025
- Кубок Кот-д'Івуару
  - Володар: 1971, 1976, 1984, 1994, 2000

### Міжнародні
- Ліга чемпіонів КАФ
  - Чемпіон: 1966.